# Lycochloa
Lycochloa (synoniem: Streblochaete) is een geslacht uit de grassenfamilie (Poaceae). 

## Soorten
Van het geslacht zijn de volgende soorten bekend: 
- Lycochloa avenacea